# Garnet (Steven Universe)
Garnet è una dei protagonisti del cartone animato Steven Universe. È un membro di spicco delle Crystal Gems fin dalla Ribellione ed è stata attiva nella caccia alle Gemme corrotte dopo la fine della guerra; alla scomparsa della fondatrice Quarzo Rosa è diventata de facto la leader del gruppo, nonché figura materna e mentore del figlio di Rosa, Steven.

## Personaggio

### Aspetto e personalità
Garnet è una fusione di due Gemme, Rubino e Zaffiro, e per questo è la più alta delle Crystal Gems dopo Bismuth. Ha la pelle ciliegia e i capelli  di un indaco molto scuro acconciati in un afro dalla forma pressoché cubica. Le sue gemme sono dei granati e sono poste sui palmi delle mani. Possiede tre occhi, il sinistro rosso, il destro blu e il terzo viola posto al centro della fronte, generalmente coperti da degli occhiali a visiera con lente a specchio; dopo il matrimonio di Rubino e Zaffiro, porta le loro fedi nuziali: un anello di rame alla mano sinistra e uno di stagno alla destra. È solitamente pacata, decisa e risoluta, ma possiede un lato emotivo che tende a manifestarsi in maniera alquanto violenta: la sua personalità infatti è un amalgama di quella irruenta di Rubino e di quella composta di Zaffiro. Piuttosto taciturna, i suoi discorsi sono brevi, concisi e diretti, al punto da sembrare a volte offensivi, anche se parla solitamente con un tono caldo e apprensivo. È una Gemma pragmatica che tende a farsi guidare dall'intuito, e nonostante sia quella assennata le può capitare di andare nel panico quando non sa come affrontare una situazione, mantenendo in questi casi una bizzarra e distaccata compostezza. Essendo la mentore di Steven, verso di lui si mostra calma e apprensiva sebbene abbia con lui un lato molto più rigoroso, spesso esercitando punizioni esemplari seppur esagerate (come il non poter vedere la televisione per un millennio) quando il ragazzo non le dà ascolto. Steven è stato in alcune situazioni anche motivo di crescita per Garnet, insegnandole ad approcciarsi in maniera più elastica agli eventi e alle conseguenze che questi porteranno senza dover costantemente monitorare il futuro per prepararsi ad ogni eventualità.
Essendo una fusione tra due Gemme innamorate, Garnet ritiene l'idea del fondersi una cosa intima e quasi sacra, rigettando con forza ogni forma di abuso: rimane infatti sconvolta nel vedere gli esperimenti di fusione condotti dal Pianeta Natale e molto offesa quando Perla la inganna per fondersi ripetutamente con lei, non rivolgendole la parola per giorni fin quando le due riescono a chiarirsi. Sempre per questo motivo, rimane notevolmente compiaciuta nello scoprire che Steven può fondersi e nell'apprendere l'esistenza di altre Fusioni miste in clandestinità sul Pianeta Natale. Essendo una Fusione fondata su un sentimento potente come l'amore, Garnet è incredibilmente stabile e, eccezion fatta per quando sono Rubino e Zaffiro a decidere di separarsi, si scioglie solo se forzata o se Rubino e Zaffiro sono in forte disaccordo su qualcosa.

### Rubino e Zaffiro
Rubino e Zaffiro sono le due Gemme che formano Garnet. Rubino è una Gemma bassa, dalla pelle rossa e dai capelli rosso scuro acconciati similmente a Garnet; la sua gemma è posta sulla mano sinistra. Zaffiro è alta come Rubino, con la pelle blu, i capelli bianchi e lunghi, con una frangia che le copre il suo unico occhio blu; la sua gemma è posta sulla mano destra. Caratterialmente sono agli antipodi: mentre Rubino è impulsiva, Zaffiro è fredda e calcolatrice; tuttavia sono profondamente innamorate l'una dell'altra, tanto da decidere di rimanere unite in Garnet per non separarsi mai. Zaffiro è la calma e la pazienza di Garnet mentre Rubino ne rappresenta il coraggio e la forza, ciononostante quest'ultima è il lato più emotivo della Fusione (nelle occasioni in cui Garnet ha pianto, le lacrime sono quasi sempre uscite dall'occhio destro, associato a Rubino). Quando sono separate, Rubino e Zaffiro si divertono a mantenere un atteggiamento flirtante l'una con l'altra.
Rubino è una Gemma piuttosto ingenua (meno degli altri Rubini), capace, a detta della Sugar, "di potersi concentrare solo su una cosa alla volta" e facilmente irritabile; tuttavia, una volta calmata, sa riconoscere i propri errori e si prodiga per rimediare. In condizioni normali, Rubino è una Gemma gentile, giocosa e, nei confronti di Zaffiro, romantica; è fedele e si sacrificherebbe per tenere al sicuro ciò che le sta a cuore. Inoltre, riesce ad imparare meccanismi complessi, come suonare la chitarra, nel giro di qualche minuto. Zaffiro è compassionevole, pronta e assennata, talvolta però eccessivamente razionale e ciò l'ha portata ad agire in maniera fortemente distaccata e a comportarsi come se un problema sia già risolto; tuttavia, come dimostra specialmente nei confronti di Rubino, è una Gemma estroversa. Grazie al suo spiccato raziocinio però, Zaffiro è una Gemma con cui si può parlare e discutere di un problema anche se lei è in preda alle sue emozioni.
Così come nel carattere, anche i poteri di Rubino e Zaffiro sono opposti. Rubino ha l'abilità peculiare di manipolare il calore ed il fuoco: può trasmettere calore agli oggetti che tocca mediante il contatto, infuocandoli o bruciandoli, può inglobarsi in una palla di fuoco per muoversi più velocemente e caricare ed è resistente al calore; inoltre dalla sua pietra può evocare un piccolo guanto d'arme. Zaffiro invece controlla il gelo ed il freddo, potendo ghiacciare ciò che le sta intorno, e possiede l'antiveggenza, la rara abilità di vedere ogni futuro possibile e le variabili che potrebbero condurvi; può anche levitare e muoversi a velocità elevate.

### Poteri e abilità
Dopo Bismuth, Garnet è la Crystal Gem più forte fisicamente del gruppo, essendo capace di tener testa ad un soldato d'élite come Jasper, e la sua mente tattica e pronta le permette di analizzare sapientemente in poco tempo la situazione ed adattarsi di conseguenza. Dalle gemme può generare dei guanti d'arme di dimensione variabile a piacimento che è in grado di lanciare anche come razzi; i guanti sono stati potenziati da Bismuth con l'aggiunta di nocchiere aguzze. In quanto una Fusione, Garnet trae i suoi poteri dalle Gemme che la compongono: la sua abilità peculiare è l'elettrocinesi, derivata dall'unione della pirocinesi di Rubino e dalla criocinesi di Zaffiro; grazie a Rubino è resistente ad alte quantità di calore e grazie a Zaffiro può muoversi a velocità molto elevate. Possiede anche l'antiveggenza ma differentemente da Zaffiro, Garnet si approccia ai futuri che discerne in maniera attiva, ottenendo una più vasta conoscenza delle probabilità in gioco; questo potere è legato al terzo occhio di Garnet e può anche essere temporaneamente trasmesso con un bacio sulla fronte ma non è noto se questo sia l'unico metodo utilizzabile. Inoltre può emettere fasci di luce dalle sue pietre e generare bolle di contenzione.
Fusioni
- Sugilite, fondendosi con Ametista[19]
- Sardonice, fondendosi con Perla[5]
- Alexandrite, fondendosi con Ametista e Perla[20]
- Pietra del sole, fondendosi con Steven
- Ossidiana, fondendosi con Steven, Perla e Ametista

## Doppiaggio
Garnet è doppiata nell'originale dalla cantante statunitense Estelle, mentre in italiano da Valentina Favazza.
Il doppiaggio di Estelle è comunemente elogiato dalla critica: Vrai Kaiser di The Mary Sue ha lodato la voce di Estelle in Capitolo finale affermando che "la quantità di amore e di storia che racchiude in così poche parole vanno dritte al cuore, non importa quante volte lo guardi". La narrazione di Garnet in La risposta è stata elogiata da Eric Thurn perché Estelle ha avuto l'opportunità di fare un lavoro vocale più divertente e "soft". AJ Adejare di The Fandom Post ha criticato il direttore vocale di Steven Universe per il sottoutilizzo dei talenti di Estelle, dato che Garnet è per lo più taciturna nello show. Garnet è il primo ruolo di doppiaggio di Estelle, e il personaggio è stato disegnato da Rebecca Sugar appunto mentre ascoltava la sua musica.

## Storia
Originariamente, Rubino e Zaffiro erano delle Gemme del Pianeta Natale: Zaffiro era una consigliera appartenente alla corte di Diamante Blu, e Rubino faceva parte della sua guardia personale assieme ad altri due Rubini. Zaffiro venne convocata sulla Terra per conferire con Diamante Blu sul futuro della Ribellione, ma la delegazione fu attaccata da Perla e Quarzo Rosa: poiché Zaffiro stava per essere colpita da Perla, Rubino si gettò su di lei per spostarla, fondendosi accidentalmente con la sua protetta formando per la prima volta Garnet. A causa di ciò Rubino sarebbe stata distrutta da Diamante Blu, ma Zaffiro la prese con sé ed insieme fuggirono dalla delegazione rifugiandosi sulla Terra. Qui iniziarono a conoscersi meglio, innamorandosi e decidendo di fondersi nuovamente: vennero trovate da Rosa e Perla, che le riconobbero e chiesero loro di unirsi alle Crystal Gems, così da essere libere di restare sempre fuse assieme. Garnet divenne così una degli uomini di fiducia di Rosa, combattendo al fianco suo e di Perla durante la Ribellione e aiutandole a catturare le Gemme corrotte dopo la fine della Guerra.
Dopo la scomparsa di Rosa e la nascita di Steven, Garnet divenne de facto la leader del gruppo e la tutrice del ragazzo, affezionandosi molto a lui. 
La rivelazione della vera identità di Quarzo Rosa turba profondamente Zaffiro, e ciò porta ad uno scioglimento della Fusione. In seguito, Rubino e Zaffiro hanno avuto modo di affrontare per conto proprio la situazione e, superato il momento, le due si fondono nuovamente in Garnet unendosi in matrimonio, suggellando ancor più la loro reciproca unione. A seguito dell'arrivo di Diamante Giallo e Diamante Blu sulla Terra e della rivelazione fatta alle matriarche da Steven su Diamante Rosa, Garnet accompagna Steven con le Crystal Gems sul Pianeta Natale affinché il ragazzo possa cercare il dialogo con Diamante Bianco e salvare le Gemme corrotte, sostenendolo nel suo ruolo anche se significasse dover sottostare alle regole del Pianeta Natale. Imprigionata da Diamante Giallo assieme alle altre, viene liberata da Steven. Giunte al cospetto di Diamante Bianco, viene posseduta da questa, per poi essere liberata quando la matriarca comprende la vera natura di Steven. Tornati sulla Terra guariscono le Gemme corrotte, iniziando finalmente a vivere in pace.
In Steven Universe Future, Garnet tiene corsi di yoga per le Gemme che abitano sulla Terra in cui le esorta a trovare se stesse.

## Accoglienza
Garnet è stata comunemente elogiata come rappresentazione di una relazione romantica lesbica in una serie animata. Scrivendo per The Lawrentian nel gennaio 2016, Bridget Keenan ha descritto Garnet come "la prima coppia lesbica canonica su Cartoon Network". Tuttavia, Keenan ha anche criticato Garnet nel ritrarre come sana una relazione che nella realtà sarebbe stata "malsana, instabile e dominante", dato che Rubino e Zaffiro sembrano completamente controllate ed assuefatte dalla loro relazione.

### Censura
Alcune delle interazioni romantiche tra Rubino e Zaffiro sono state censurate durante la localizzazione in altri Paesi. Nella traduzione svedese dell'episodio Hit the Diamond, il flirt tra i due personaggi è stato sostituito da un dialogo più neutro, provocando polemiche in Svezia dai fan, che chiesero alla sede svedese di Cartoon Network di non censurare nuovamente la relazione tra le due.